# Machaeranthera sonorae
Machaeranthera sonorae là một loài thực vật có hoa trong họ Cúc. Loài này được (A.Gray) Stucky mô tả khoa học đầu tiên năm 1978.